# Rafael Alemany Ferrer
Rafael Alemany Ferrer (Benidorm, 1952) és un filòleg valencià, catedràtic de Filología Catalana (literatura medieval) de la Universitat d'Alacant.

## Biografia
És llicenciat i doctor en Filosofia i Lletres (secció de Filologia Hispànica) per la Universitat Autònoma de Barcelona (1975) i per la d'Alacant (1981), respectivament, amb sengles premis extraordinaris. Ocupa la primera càtedra de Filologia Catalana (literatura medieval) de la Universitat d'Alacant, on desenvolupa la seua activitat docent i investigadora des de 1976, després d'haver-ho fet en la Universitat Autònoma de Barcelona (1975-76). Ha estat, així mateix, catedràtic de Llengua i Literatura Espanyoles d'Ensenyament Mitjà.
Especialista en literatura catalana medieval, ha publicat diversos estudis sobre aquesta matèria i, especialment, sobre els clàssics valencians del segle xv (Tirant lo Blanc, Ausiàs March, sor Isabel de Villena i Joan Roís de Corella). Actualment és director del Grup de Recerca de Literatura Catalana Medieval de la Universitat d'Alacant. Ha estat fundador i primer director del Departament de Filologia Catalana i del Secretariat de Normalització Lingüística de la Universitat d'Alacant, així com director de l'Institut Interuniversitari de Filologia Valenciana (IIFV) de les Universitats de València, d'Alacant i Jaume I de Castelló de la Plana, a més de vicepresident de l'Asociación Hispánica de Literatura Medieval (AHLM), de la qual és actualment membre d'honor, i vicesecretari de l'Associació Internacional de Llengua i Literatura Catalanes (AILLC). Des del 2018 és vicepresident de la Sociedad Española de Literatura General y Comparada (SELGyC). Pertany també a l'Asociación Internacional de Hispanistas, la North-American Catalan Society, a la Sociedad de Estudios Medievales y Renacentistas i a la Société Internationale Renardienne. Ha dirigit publicacions com Caplletra. Revista Internacional de Filologia, o la col·lecció de monografies "Biblioteca de Filologia Catalana, que porta el seu nom des del 2019 i de la qual va ser fundador. Finalment, ha estat membre de l'Acadèmia Valenciana de la Llengua (2001-16), en la qual va presidir la Secció Tècnica de Lexicografia i Gramàtica (2014-16) i exercí la secretaria de la Comissió del Diccionari Normatiu Valencià.

## Obra (selecció temàtica)
1. Ausiàs March
- La Cántica Espiritual de la primera edición de las poesies de Ausiàs March", dins Isabella Tomassetti (coord.), Avatares y perspectives del medievalismo ibérico, II, San Millán de la Cogolla, Cilengua, 2019, pp. 999-1013.
- "L'anomenat ‘Cant espiritual' d'Ausiàs March en els testimonis antics de l'obra del poeta", Revista Valenciana de Filologia, 1 (2017) pp. 13-33.
- “El léxico médico de las poesías de Ausiàs March y su dimensión literaria”, dins Gema Vallín (ed.), Enfermedades, médicos y pacientes en la literatura, Vigo, Editorial Academia del Hispanismo, 2018, pp. 155-174.
- Concordances lematitzades de les poesies d'Ausiàs March (2011) [amb altres col·laboradors], dins web cervantesvirtual.com
- [Amb Francesc Xavier Llorca Ibi] “El lèxic mariner de les poesies d'Ausiàs March i la seua dimensión poètica”, Catalan Review, XXIV (2010), pp. 121-138.
- Biblioteca d'autor dedicada a Ausiàs March dins la Biblioteca Virtual Miguel de Cervantes (àrea: Biblioteca Joan Lluís Vives) (2009) [director]

- [Director i coautor] Diccionari del lèxic de les poesies d'Ausiàs March, València, Denes, 2008.

2. Tirant lo Blanc
- "Estefania i Plaerdemavida: juntes i en contrast», dins  Meritxell Simó (coord.) i Gemma Avenoza, Antonio Contreras, Gloria Sabaté i Lourdes Soriano (eds.), «Prenga xascú ço qui millor li és de mon dit»: creació, recepció i representació de la literatura medieval, San Millán de la Cogolla, CiLengua, 2021, pp. 1-14
- "Diafebus i Hipòlit, junts i en contrast", dins Anna Alberni, Lluís Cifuentes, Joan Santanach i Albert Soler (eds.), «Qui fruit ne sap collir». Homenatge a Lola Badia, 2 vols., Barcelona, Edicions de la Universitat de Barcelona – Editorial Barcino, 2021, vol. I, pp. 45-53. {{format ref}} http://hdl.handle.net/10045/114040
- “Els amors dels parents de Tirant amb les parentes de Carmesina”, Tirant, 11 (2008), pp. 5-18.
- Introducció al 'Tirant lo Blanc', Alzira, Bromera, 2007.“La diversitat polifònica del discurs amorós en el Tirant lo Blanc”, Estudi General (=Miscel·lània d'homenatge a Modest Prats, II), 22 (2002), ps. 393-408.

3. Vita Christi de sor Isabel de Villena
- "El tàndem Maria-Eva en la Vita Christi de sor Isabel de Villena», Specula. Revista de Humanidades y Espiritualidad, 2 (2021), pp. 39-66.

- "Versemblança i simbolisme en la Vita Christi de sor Isabel de Villena", dins Miscel·lània Antoni Ferrando, I, Barcelona, Publicacions de l'Abadia de Montserrat, 2020, pp. 213-230. {{format ref}} http://hdl.handle.net/10045/109961
- “Una visión filógina de Eva y María Magdalena”, Cultura Neolatina, LXXII, 3-4 (2012), pp. 199-223.

4. Joan Roís de Corella
- "Joan Roís de Corella: ¿Una propuesta antibelicista en la literatura catalana medieval?", dins Fernando Carmona Fernández y José Miguel García Cano (eds.), Guerra y violència en la literatura y en la historia, Murcia, Universidad de Murcia, 2018, pp. 45-54.
- "La intensificació retòrica dels elements morbosos en les faules mitològiques de Joan Roís de Corella: de la imitatio a la innovació estètica", Revista de Literatura Medieval, XXVIII (2016), pp. 55-97.

- “Guerra, amor y muerte en las narraciones mitológicas de Joan Rois de Corella”, dins Constance Carta, Sarah Finci & Dora Mancheva (eds.), Antes se agotan la mano y la pluma que su historia / Magis deficit manus et calamus quam eius historia. Homenaje a Carlos Alvar, I: Edad Media, San Millán de la Cogolla, Cilengua, 2016, pp. 433-446.
- “Els elements d'articulació interna de les proses mitològiques de Joan Roís de Corella”, dins Lola Badia, Emili Casanova i Albert Hauf (eds.), Studia mediaevalia Curt Wittlin dicata / Mediaeval Studies in Honour Curt Wittlin / Estudis medievals en homenatge a Curt Wittlin, Alacant, Institut Interuniversitari de Filologia Valenciana (Symposia Philologica, 25), 2015, pp. 33-50.
- Web Biblioteca d'autor dedicada a Joan Roís de Corella dins la Biblioteca Virtual Miguel de Cervantes (àrea: Biblioteca Lluís Vives) (2013) [director]

5. Anselm Turmeda
- "Une posible allusion parodique au Compromis de Caspe (1412) dans la Disputa de l'ase (1417-18) d'Anselm Turmeda", Reinardus. Yearbook of the International Reynard Society, 31 (2019), pp. 1-11.
- “Las reescrituras de un franciscano islamizado: Anselm Turmeda”, dins Cesc Esteve (ed.), El texto infinito. Tradición y reescritura en la Edad Media y el Renacimiento, Salamanca, Publicaciones del SEMYR, 2014, pp. 229-242.
- “La parodia en la Disputa de l'ase de Anselm Turmeda”, dins Mercedes Brea, Esther Corral i Miguel A. Pousada (eds.), Parodia y debate metaliterarios en la Edad Media, Alessandria, Edizioni dell'Orso, 2013, pp. 335-348.
- “Insectes perspicaces dans une parodie des débats scolastiques”, Reinardus. Yearbook of the International Reynard Society, 25 (2012-2013), pp. 1-10.

6. Altres
- Guia bibliogràfica de la literatura catalana medieval, Alacant, Universitat d'Alacant, 1995; reed corregida i augmentada 1997.
- Carta de poblament de Benidorm, Alcoi, Ajuntament de Benidorm, 1988.
- Adolf Salvà: De la marina i muntanya, Alacant, Institut de Cultura Juan Gil-Albert,1988.

- [Amb Robert B. Tate] Alfonso de Palencia: Epístolas latinas, Barcelona, Universidad Autónoma de Barcelona, 1984.